# 영동 삼괴당
영동 삼괴당(永同 三槐堂)은 충청북도 영동군 상촌면 임산리에 있는, 조선시대 효자로 이름이 높았던 남지언 선생이 제자들을 가르치기 위해 세운 건물이다. 1978년 10월 27일 충청북도의 기념물 제22호로 지정되었다.

## 개요
조선시대 효자로 이름이 높았던 남지언 선생이 제자들을 가르치기 위해 세운 건물로 그의 호를 따서 삼괴당이라고 하였다.
그의 아버지인 남인과 아들인 남경도 역시 효자로 이들을 칭찬하기 위해 나라에서 삼효각을 세워 주었다고 하나 지금은 소실되어 남아 있지 않다.
현재의 삼괴당 건물은 순조 25년(1802) 다시 세운 것으로, 지붕은 옆면에서 볼 때 여덟 팔(八)자 모양의 팔작지붕으로 꾸몄다.

## 참고 문헌
- 영동 삼괴당 - 국가유산청 국가유산포털